# Flughafen Phrae

i7
i11
i13
Der Flughafen Phrae  (thailändisch ท่าอากาศยานแพร่; ICAO-Code: VTCP) ist der Regionalflughafen der Stadt Phrae in der Nordregion von Thailand.

## Fluglinien und Flugverbindung
- Nok Air: Bangkok-Don Mueang (DMK)